# James Dunn
James Howard Dunn (ur. 2 listopada 1901 w Nowym Jorku, zm. 3 września 1967 w Santa Monica) – amerykański aktor wodewilowy i filmowy, laureat Oscara dla najlepszego aktora drugoplanowego w filmie Drzewko na Brooklynie.
8 lutego 1960 otrzymał dwie własne gwiazdy w Alei Gwiazd w Los Angeles znajdujące się przy 6555 Hollywood Boulevard (film) i 7000 Hollywood Blvd. (telewizja).

## Życiorys
Urodził się na nowojorskim Manhattanie jako syn Jessie Louise Archer Dunn i Ralpha Howarda Dunna, maklera giełdowego. Jego rodzina była pochodzenia irlandzkiego. Dorastał w New Rochelle w stanie Nowy Jork i tam uczęszczał do szkoły. Często opuszczał zajęcia w szkole średniej, aby włóczyć się po studiach filmowych w Bronxie.
Jejo występy na Broadwayu w komediach − Samochód Jego Królewskiej Mości (1930) jako Major−Domo, Panama Hattie (1940−1942) w roli Nicka Bulletta i Harvey (1948) jako Elwood P. Dowd − przyciągnęły uwagę dyrektorów studiów filmowych. W 1931 Metro-Goldwyn-Mayer (MGM) przeprowadziła testy ekranowe i wezwała Dunna na próbę do filmu Zła dziewczyna. Chociaż MGM nie było pod wrażeniem ich wyniku, reżyserowi Frankowi Borzage przypadł do gustu i chciał obsadzić go w jego nadchodzącej filmowej wersji. Kilka dni później Dunn podpisał kontrakt filmowy i przeniósł się do Hollywood.
Zmarł 1 września 1967 w szpitalu Santa Monica w wieku 65 lat z powodu powikłań po operacji żołądka. Jego ciało zostało poddane kremacji, a prochy rozsypane w morzu.

## Filmografia

### Filmy
- 1931: Zła dziewczyna jako Eddie Collins
- 1945: Drzewko na Brooklynie jako Johnny Nolan

### Seriale
- 1959: Bonanza jako Danny
- 1959: Rawhide jako Flood
- 1963: Ścigany jako Bragan